# Corrinea splendida
Corrinea splendida är en skalbaggsart som beskrevs av Wooldridge 1980. Corrinea splendida ingår i släktet Corrinea och familjen lerstrandbaggar. Inga underarter finns listade i Catalogue of Life.